# Ignazio Prota
Ignazio Prota (* 15. September 1690 in Neapel; † im Januar 1748 ebenda) war ein italienischer Komponist und Musikpädagoge.

## Leben
Ignazio Prota erhielt ersten Musikunterricht von seinem Onkel Filippo Prota, einem Geistlichen, der als Kapellmeister an der Kirche San Giorgio Maggiore tätig war. Ab 1706 war Prota unter anderem Schüler von Gaetano Veneziano am Conservatorio di Santa Mario di Loreto. Ein erstes kompositorisches Mitwirken an einer Oper geht auf 1720 zurück, als Prota Ergänzungen zu Carlo Francesco Pollarolos Tito Manlio fertigte, die im Theater des Real Palazzo und am Teatro San Bartolomeo aufgeführt wurden.
Seine erste Opera buffa La finta fattucchiera wurde 1721 am Teatro de’ Fiorentini aufgeführt. Von 1722 bis zu seinem Tod war er Lehrer am Conservatorio di Sant’Onofrio a Porta Capuana, wo unter anderem Gaetano Latilla, Gennaro Manna, Matteo Capranica und Niccolò Jommelli zu seinen Schülern zählten.
Sein Sohn Tommaso Prota (1727– um 1768) sowie sein Enkel Gabriele Prota (1755–1843) waren ebenfalls erfolgreich als Komponisten oder Kapellmeister tätig.